# Oligia suffumata
Oligia suffumata är en fjärilsart som beskrevs av W. Warren 1911. Oligia suffumata ingår i släktet Oligia och familjen nattflyn. Inga underarter finns listade i Catalogue of Life.